# Præsidentvalget i Tyskland 1994
Præsidentvalget i Tyskland 1994 fandt sted i Forbundsforsamlingen den 23. maj 1994 og var det første præsidentvalg efter Tysklands genforening. Her valgtes lederen af Forbundsforfatningsdomstolen, Roman Herzog, som ny forbundspræsident. Herzogs kandidatur blev støttet af CDU/CSU og FDP. SPD's modkandidat var Johannes Rau, som siden blev valgt til forbundspræsident ved valget i 1999.
Forbundsforsamlingen var sammensat af 1.324 repræsentanter, og kravet til absolut flertal var dermed 663 stemmer.
| Valgomgang    | Kandidat               | Stemmer | %      | Parti                              |
| ------------- | ---------------------- | ------- | ------ | ---------------------------------- |
| 1. valgomgang | Roman Herzog           | 604     | 45,6 % | CDU                                |
| 1. valgomgang | Johannes Rau           | 505     | 38,1 % | SPD                                |
| 1. valgomgang | Hildegard Hamm-Brücher | 132     | 10,0 % | FDP                                |
| 1. valgomgang | Jens Reich             | 62      | 4,7 %  | foreslået af Bündnis 90/Die Grünen |
| 1. valgomgang | Hans Hirzel            | 12      | 0,9 %  | foreslået af Republikanerne        |
| 2. Valgomgang | Roman Herzog           | 622     | 47,0 % | CDU                                |
| 2. Valgomgang | Johannes Rau           | 559     | 42,2 % | SPD                                |
| 2. Valgomgang | Hildegard Hamm-Brücher | 126     | 9,5 %  | FDP                                |
| 2. Valgomgang | Hans Hirzel            | 11      | 0,8 %  | foreslået af Republikanerne        |
| 3. valgomgang | Roman Herzog           | 696     | 52,6 % | CDU                                |
| 3. valgomgang | Johannes Rau           | 605     | 45,7 % | SPD                                |
| 3. valgomgang | Hans Hirzel            | 11      | 0,8 %  | foreslået af Republikanerne        |